# Santa Bárbara (Ponta Delgada)
Santa Bárbara é uma freguesia portuguesa do município de Ponta Delgada, com 8,71 km² de área e 846 habitantes (censo de 2021). A sua densidade populacional é 97,1 hab./km².
Santa Bárbara tem uma estrada que liga Mosteiros e Ribeira Grande/Ponta Delgada. A atividade principal é a agricultura. Existe também um restaurante típico "Cavalo Branco". Santa Bárbara é banhada pelo Oceano Atlântico em toda a sua costa norte. Tem montanhas a sueste.
Tem já referências no século XVI como orago de casas dispersas e de gentes determinadas.
A freguesia foi criada a 1 de abril de 1986, por desanexação da freguesia de Santo António.

## Demografia
A população registada nos censos foi:
| Distribuição da População por Grupos Etários | Distribuição da População por Grupos Etários | Distribuição da População por Grupos Etários | Distribuição da População por Grupos Etários | Distribuição da População por Grupos Etários |
| -------------------------------------------- | -------------------------------------------- | -------------------------------------------- | -------------------------------------------- | -------------------------------------------- |
| Ano                                          | 0-14 Anos                                    | 15-24 Anos                                   | 25-64 Anos                                   | > 65 Anos                                    |
| 2001                                         | 236                                          | 157                                          | 413                                          | 74                                           |
| 2011                                         | 184                                          | 133                                          | 464                                          | 74                                           |
| 2021                                         | 140                                          | 117                                          | 512                                          | 77                                           |

## Freguesias adjacentes
- Santo António, este e sul
- Sete Cidades (Ponta Delgada), oeste
- Remédios, noroeste

## Personalidades ligadas à freguesia
- António José Machado, 1.º visconde de Santa Bárbara, um rico comerciante, proprietários de vastas terras na freguesia nos finais do século XIX.